# Sphyraena chrysotaenia
Sphyraena chrysotaenia és un peix teleosti de la família dels esfirènids i de l'ordre dels perciformes.

## Morfologia
Pot arribar als 30 cm de llargària total.

## Reproducció
És una espècie ovípara.

## Distribució geogràfica
Es troba a les costes de la mar Mediterrània i dels oceans Índic i Pacífic.